# Villeneuve-de-la-Raho
Villeneuve-de-la-Raho (catalano: Vilanova de Raó) è un comune francese di 3.837 (dati 2009) abitanti situato nel dipartimento dei Pirenei Orientali nella regione dell'Occitania.

## Società

### Evoluzione demografica
Abitanti censiti